# Bahnhof Spiegelau

Der Bahnhof Spiegelau ist eine Betriebsstelle der Bahnstrecke Zwiesel–Grafenau. Er liegt in der niederbayerischen Gemeinde Spiegelau im Landkreis Freyung-Grafenau und wird durch DB InfraGO betrieben.

## Geschichte
Die Anlage wurde 1890 an der Bahnstrecke Zwiesel–Grafenau errichtet und ging mit der Eröffnung der Strecke am 11. September 1890 in Betrieb. In den 1980er Jahren wurde wiederholt über eine geplante Streckenstilllegung diskutiert. 1993 übernahm die Regentalbahn unter der Marke Waldbahn den Personenverkehr am Bahnhof Spiegelau. Die Züge von Zwiesel nach Grafenau bedienten den Bahnhof bis Dezember 2022 im Zwei-Stunden-Takt,. dann im Stundentakt. Damit die Züge im Bahnhof Spiegelau kreuzen können, wurden im Herbst 2022 die vormaligen vier Gleise abgebaut, ein neuer Mittelbahnsteig mit 120 Metern Länge errichtet und die neu trassierten zwei Gleise mit Rückfallweichen verbunden.
Ab 1909 bestand um den Bahnhof Spiegelau die schmalspurige Spiegelauer Waldbahn für den Holztransport. Am 11. Mai 1960 fuhr der letzte Zug, am 8. September war das letzte Gleis abgebaut.

## Hochbauten und Anlagen
Die 1890 erbauten Bahnhofs- und Nebengebäude sind Bruchsteinbauten. Der Hauptbau ist ein zweigeschossiger Bau mit Schopfwalmdach und holzverschaltem Obergeschoss. Die stichbogigen Fenster- und Türöffnungen sind in rotem Backstein gefasst. Angefügt ist ein Nebengebäude, ein eingeschossiger Schopfwalmdachbau mit Kniestock, um 1895. Die Güterhalle ist ein eingeschossiger Flachsatteldachbau mit segmentbogigen Toröffnungen. Die Anlage ist unter der Nummer D-2-72-149-4 als Denkmalschutzobjekt in der Liste des Bayerischen Landesamtes für Denkmalpflege eingetragen.